# Винкс сага: Судбина
Винкс сага: Судбина (енгл. Fate: The Winx Saga) је тинејџерско-драмска телевизијска серија коју је развио Брајан Јанг. Темељи се на анимираној серији Винкс (2004—2019) Иђинија Страфија. Производи је Archery Pictures уз Rainbow чији су власници Страфи и Paramount Global.
Године 2011. Страфи је први пут предложио играну серију Винкс, након што је Viacom постао сувласник његовог студија и почео да финансира пројекте. Пре него је одобрио производњу, Страфи је стекао искуство са играним пројектима радећи као продуцент серије Клуб 57. Снимање је почело у септембру 2019. године у Ирској.
Прва сезона приказана је 22. јануара 2021. године, те добила помешане критике. У фебруару 2021. обновљена је за другу сезону, која ће бити приказана 16. септембра 2022. године.

## Радња
Блум, вила са ватреним моћима, уписује се у магични интернат на Другом свету под називом Алфија. Тамо дели собу са Стелом (вила светлости), Ајшом (вила воде), Флором (вила природе) и Мјузом (вила ума). Уз помоћ своје четири нове пријатељице, Блум почиње да сазнаје више о својој прошлости. У међувремену, древна створења звана Спаљени враћају се у Други свет и прете свима у Алфији.

## Улоге

### Главне
| Глумац                  | Улога         |
| ----------------------- | ------------- |
| Абигејл Кауен           | Блум          |
| Хана ван дер Вестхајсен | Стела         |
| Прешес Мустафа          | Ајша          |
| Елиот Солт              | Тера Харви    |
| Елиша Еплбаум           | Мјуза         |
| Дени Грифин             | Скај          |
| Сејди Соверал           | Беатрикс      |
| Фреди Торп              | Ривен         |
| Ева Бертистл            | Ванеса Питерс |
| Роберт Џејмс Колијер    | Саул Силва    |
| Ив Бест                 | Фара Даулинг  |
| Лесли Шарп (С1)         | Розалинд      |
| Миранда Ричардсон (С2)  | Розалинд      |
| Паулина Чавез           | Флора         |

### Споредне
| Глумац        | Улога        |
| ------------- | ------------ |
| Џош Каудери   | Мајк Питерс  |
| Алекс Маквин  | Бен Харви    |
| Данијел Бетс  | Бен Харви    |
| Хари Мичел    | Калум        |
| Џејкоб Дадман | Сем Харви    |
| Тео Грејам    | Дејн         |
| Кејт Флитвуд  | краљица Луна |
| Кен Дукен     | Андреас      |
| Брендон Грејс | Греј         |
| Еана Хардвик  | Себастијан   |
| Џејден Реври  | Девин        |

## Епизоде
| Бр. еп. | Наслов             | Редитељ           | Сценариста                                          | Премијера        |
| --- | ------------------ | ----------------- | --------------------------------------------------- | ---------------- |
| 1 | До вода и дивљине  | Лиса Џејмс Ларсон | Teleplay by : Брајан Јанг                           | 22. јануар 2021. |
| У нади да ће усавршити своју магију Блум почиње школовање у Алфији и сусреће знатижељне колеге из разреда. У међувремену једна тајна изађе на видело.               |                    |                   |                                                     |                  |
| 2 | Овде нема странаца | Лиса Џејмс Ларсон | Спид Вид                                            | 22. јануар 2021. |
| Свануо је нови дан и ученици истражују своје моћи и своје осећаје. Блум и Стела удружују се за мисију. Владавина терора Спаљенога узима све више маха.              |                    |                   |                                                     |                  |
| 3 | Тешке смртне наде  | Хана Квин         | Викторија Бејта                                     | 22. јануар 2021. |
| Прошлост се сусреће са садашњости када Блум истражује кључно сећање. Ајша се мучи с учењем, Силва подели тајну и организује се школска забава.                      |                    |                   |                                                     |                  |
| 4 | Неки пропали анђео | Хана Квин         | Никол Р. Ливи                                       | 22. јануар 2021. |
| Блум наставља своју потрагу за одговорима са Скајем. Битрикс настоји сакрити свој злочин. Посебан гост посећује Алфију и узрокује конфликтне осећаје у Стели.       |                    |                   |                                                     |                  |
| 5 | Увенућем до истине | Стивен Вулфенден  | Teleplay by : Викторија Бејта Story by : Сара Хупер | 22. јануар 2021. |
| Како би се поново повезала с Битрикс, Блум потражи помоћ колеге ученика. Скај се отвара у вези са својом прошлости. Гђа. Даулинг подели више детаља о својој причи. |                    |                   |                                                     |                  |
| 6 | Горљиво срце       | Стивен Вулфенден  | Брајан Јанг                                         | 22. јануар 2021. |
| Док се ученици и особље Алфије боре за преживљавање, разоткрива се истина о Блуминој судбини. Може ли Блум помоћи у поразу Спаљених или ће зло надјачати магију?    |                    |                   |                                                     |                  |

## Продукција
Идеја за играну адаптацију серије Винкс датира из 2011. Творац серије Винкс Иђинио Страфи први пут је предложио играну верзију у мају 2011. године, неколико месеци након што је Viacom (власник канала Nickelodeon) постао сувласник његовог студија (Rainbow) и почео да финансира његове пројекте. На фестивалу Ischia Global Fest 2013, Страфи је изјавио да још увек планира продукцију „са Винкс у месу и крви, које играју стварни глумци. Пре или касније то ће бити учињено.” Страфи је у то време радио само на анимираним продукцијама, па је свој фокус пребацио на игране продукције, радећи као продуцент серије Клуб 57 канала Nickelodeon.
У фебруару 2016, Иђинио Страфи је споменуо да се концепт играног филма разматра у партнерству са издавачком кућом Hollywood Gang Productions, али пројекат никада није кренуо даље. У марту 2018. идеја је поново прегледана као телевизијска серија након што је Netflix наручио верзију за младе за своју стриминг услугу. Страфи је био укључен у ране фазе планирања и одбио је предлог стриминг услуге Netflix да мушки ликови добију веће улоге.
Након сценарија за пилот епизоду, амерички чланови екипе из цртаћа канала Nickelodeon (укључујући глумицу која је позајмила глас Блум, Моли Квин) отпутовали су да се сретну са продукцијским тимом серије Судбина и прегледају сценарио. Франческо Артибани, један од италијанских писаца анимиране верзије, такође је приведен да прочита причу. Џоен Ли из студија Rainbow надгледала је прву сезону као извршни продуцент.
Писци који стоје иза серије Судбина потпуно су нови у франшизи Винкс и регрутовани су из тинејџерских драма попут серије Вампирски дневници. Брајан Јанг, који је радио на седам сезона серије Вампирски дневници, творац је и шоуранер серије Винкс сага: Судбина. Према интервјуу за новине The Guardian, Јанг је изабрао да „избаци изглед” цртаних вила Винк, које имају велике очи и блиставу одећу. Рекао је, „Гледајте, опет сам велики обожавалац манга анимеа ... али нико не изгледа тако.” Неке епизоде прве сезоне режирале су Лиса Џејмс арсон и Хана Квин.
У фебруару 2021, Netflix је обновио серију за другу сезону.

### Кастинг
Позиви за кастинг одржани су у августу 2019.

### Снимање
Снимање серије је почело у септембру 2019. у Виклоуу и завршило се 13. децембра. Главне локације за снимање прве сезоне су кућа Килрудери и студио Ardmore Studios у Бреју.

## Пријем

### Реакција критичара
Скупљач рецензија Rotten Tomatoes известио је о одобрењу од 33% на основу 12 прегледа, са просечном оценом 5/10.

### Контроверза
Серија је добила реакцију због Еплбаумове за улогу Мјузе, која је била источноазијског порекла и чији је дизајн лика базиран на Луси Лу, као и очигледна замена Флоре, која је била била латиноамеричког порекла и чији је дизајн лика базиран на Џенифер Лопез, са новим белим ликом по имену Тера.